# Annapurna, premier 8000
Pour les articles homonymes, voir Annapurna (homonymie).
Annapurna, premier 8000 est un roman auto-biographique de Maurice Herzog racontant l'expédition française à l'Annapurna de 1950. Le livre a été édité en 1951 comme le numéro 16 de la Collection « Sempervivum ». Considéré comme un ouvrage majeur de la littérature d'alpinisme, il a été traduit en plusieurs dizaines de langues et vendu à plus de 20 millions d'exemplaires dans le monde.
Il est critiqué par certains pour le rôle que s'y arrogerait Herzog ou les quelques différences avec le récit de son compagnon de cordée Louis Lachenal, Carnets du vertige. Un livre récent relève cependant l'erreur qui consisterait à faire d'Herzog l'auteur unique de l'ouvrage car il a largement puisé dans les souvenirs de ses compagnons. Tout le chapitre sur la redescente et le comportement erratique de Lachenal est par exemple la reprise d'un compte-rendu antérieur de Lionel Terray.
L'explicit de l'ouvrage est particulièrement connu : « Il y a d'autres Annapurna dans la vie des hommes. »